# A Perfect Day (film 1916)
A Perfect Day è un cortometraggio muto del 1916 diretto da Frank Currier.

## Produzione
Il film fu prodotto dalla Vitagraph Company of America.

## Distribuzione
Distribuito dalla General Film Company, il film - un cortometraggio in una bobina - uscì nelle sale cinematografiche statunitensi il 18 settembre 1916.